# Bunte Steppenbiene
Die Bunte Steppenbiene (Ceylalictus variegatus) ist ein Hautflügler aus der Gattung Ceylalictus und der Familie der Halictidae. Sie ist weit verbreitet in Europa, Nordafrika, Nordindien und Zentralasien. Aus Österreich wurde sie historisch aus Wien und Niederösterreich gemeldet und dort vor kurzem bestätigt. Die Art ist ein ausgesprochener Sandbewohner. 
Die Art wird manchmal auch Nomioides variegatus genannt (Synonym).

## Merkmale
Die Bunte Steppenbiene ist sehr klein (3 bis 4 mm), die Körperbehaarung ist spärlich, Kopf und Thorax sind metallisch gefärbt, der Thorax trägt gelbe Flecken. Der Clypeus ist gelb, der Hinterleib dunkel mit gelber Zeichnung, beim Weibchen abgeflacht.

## Lebensweise
Die Bunte Steppenbiene ist eine pollensammelnde (polylektische), solitäre, nestbauende Biene. Die Bienen überwintern als adulte Tiere. 
Die Nester werden in kleinen oder größeren Aggregationen auf unbewachsenen Flächen gegraben. Sie bestehen aus einem Hauptgang und mehreren Nebengängen, an deren Ende jeweils eine Brutzelle angelegt wird. Diese ist mit einer wachsartigen Substanz ausgekleidet. Der Larvenproviant besteht aus einer Mischung aus Pollen und Nektar.